# Partutovický vodopád
Partutovický vodopád je malý vodopád, který se nachází na potoce Mraznice v obci Partutovice, jihovýchodně od města Potštát a severně od města Hranice. Vodopád, se skládá ze dvou částí a je situován v Oderských vrších v okrese Přerov v Olomouckém kraji. Horní část vodopádu má výšku cca 1,6 m a dolní část vodopádu má výšku cca 0,75 m. Podložím vodopádu jsou karbonské slepence a tmavá břidlice.

## Další informace
Vodopád se nachází u zděného sloupku božích muk u silnice z Partutovic do Olšovce a je snadno přístupný i viditelný.